# 黄桶街道
黄桶街道，是中华人民共和国贵州省安顺市普定县下辖的一个街道办事处。
2016年1月29日，贵州省人民政府批复同意普定县部分乡镇行政区划调整，新设置的黄桶街道辖原城关镇后寨村、青山村、斗蓬村、新堡村、陈旗村和马官镇太平社区、官冯村、河柳村、太平村、田坝村、镇远村、大兴村，街道办事处驻官冯村。

## 行政区划
黄桶街道下辖以下地区：
青山村、后寨村、斗蓬村、新堡村、陈旗堡村、太平社区、大兴村和太平村。

## 交通
- 沪昆铁路：黄桶站